# ГЕС Рендален
ГЕС Рендален — гідроелектростанція на півдні Норвегії, за дві сотні кілометрів на північ від Осло. Знаходячись між ГЕС Røstefoss (3 МВт, вище по течії) та ГЕС Løpet (29 МВт), входить до складу каскаді на найбільшій річці країни Гломмі, яка тече до протоки Скагеррак.
У межах проекту річку перекрили бетонною гравітаційною греблею висотою 10 метрів та довжиною 175 метрів, яка включає чотири водопропускні шлюзи. Гребля спрямовує ресурс до прокладеного по лівобережжю дериваційного тунелю довжиною 29 км з перетином 45 м2, котрий завершується у розподільчій камері. Остання знаходиться в гірському масиві правобережжя річки Рена, котра біля однойменного міста впадає ліворуч до Гломми (можливо відзначити, що розташована нижче ГЕС Løpet також знаходиться на Рені, тоді як наступні станції каскаду споруджені на основній течії Гломми). В середньому таким чином до Рени спрямовується 40 % стоку із верхньої течії Гломми.
У 1971 році станцію ввели в експлуатацію з однією турбіною типу Френсіс потужністю 94 МВт (гідрогенератор на 110 МВА). Вона отримувала ресурс через напірний водовід довжиною 215 метрів, а відпрацьована вода відводилась до Рени по тунелю довжиною 0,8 км з перетином 24 м2 та каналу довжиною близько 0,5 км. Доступ до спорудженого у підземному виконанні машинного залу організували по тунелю довжиною 0,34 км.
У 2013-му змонтували нову турбіну того ж типу потужністю 100,5 МВт (гідрогенератор на 114 МВА), яка отримує ресурс через водовід довжиною 140 метрів з діаметром 3,8 метра. Попередній гідроагрегат збережений та може запускатись у разі необхідності.
Станція використовує напір у 209,7 метра, а її середньорічна виробітка за 1981—2010 роки становила 771 млн кВт·год електроенергії на рік (при цьому проектна виробітка старого гідроагрегату визначалась на рівні 642 млн Квт-год, тоді як для нового встановлена як 715 млн кВт·год).